# Reiterscheibe von Pliezhausen

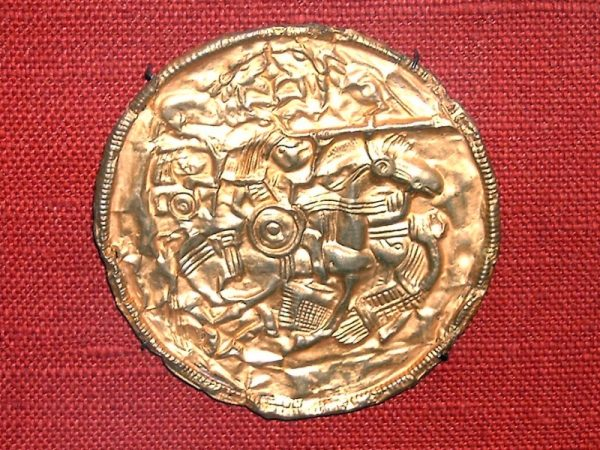
Reiterscheibe von Pliezhausen

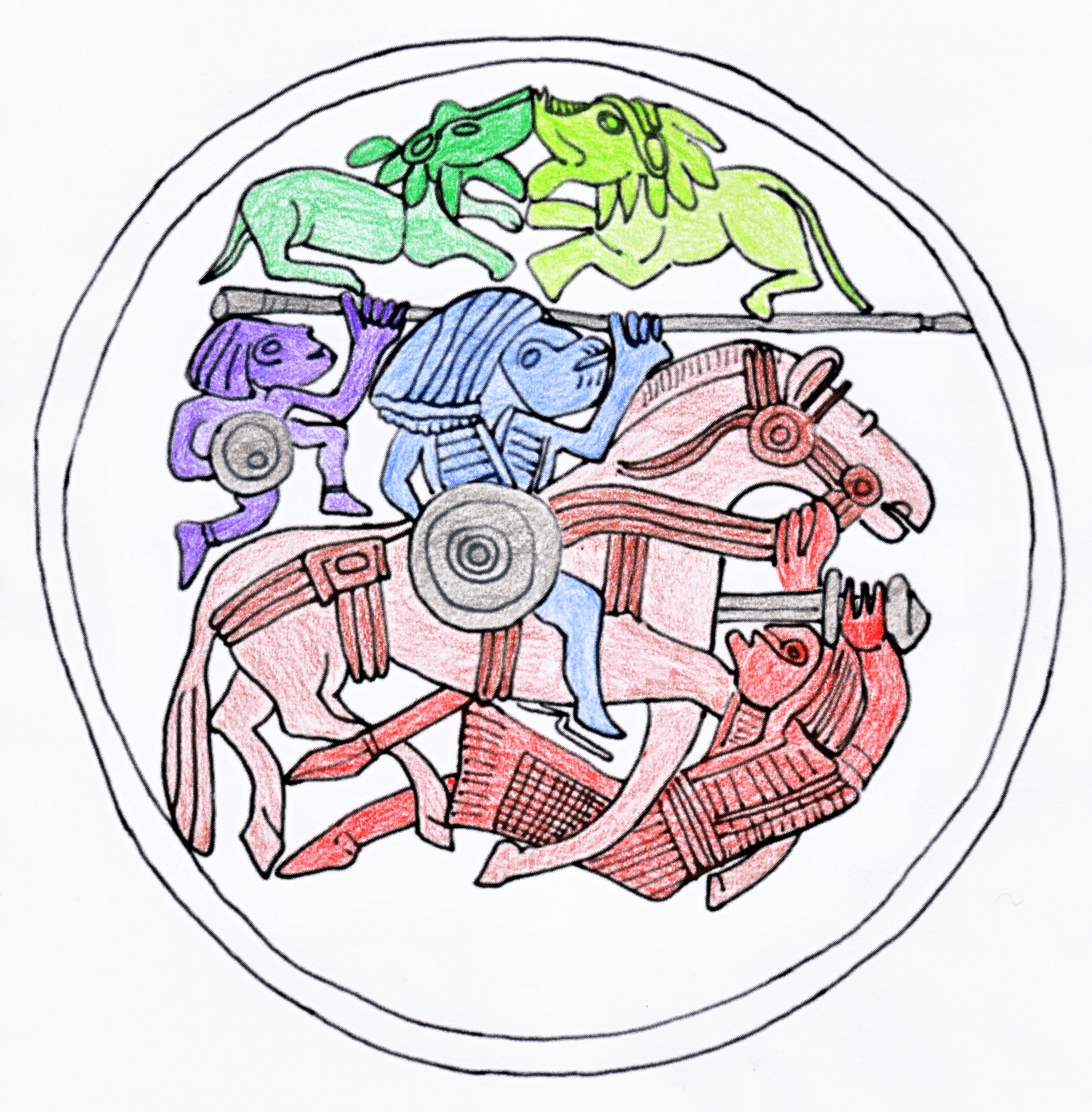
Interpretierende Umzeichnung der Darstellung auf der Reiterscheibe von Pliezhausen.

Die Reiterscheibe von Pliezhausen ist eine figürlich verzierte Goldblechscheibe, die im Jahr 1928 bei Ausgrabungen in Pliezhausen, Landkreis Reutlingen, in einem reich ausgestatteten alemannischen Frauengrab des frühen 7. Jahrhunderts als Schauseite einer Scheibenfibel gefunden wurde. Sie gehört zu den wenigen Objekten des frühen Mittelalters, die figürliche Darstellungen von Menschen zeigen.

## Fund
Bei Bauarbeiten im Bereich der Pliezhauser Alemannenstraße traten immer wieder Gräber eines alamannischen Gräberfeldes zu Tage. Bei der Ausgrabung der als Grab 1 bezeichneten wohlhabenden Frauenbestattung im Jahre 1928 wurde die Reiterscheibe von Pliezhausen als Grabbeigabe gefunden. Die aus dünnem Goldblech bestehende Scheibe diente als Zierauflage einer Scheibenfibel mit bronzenem Nadelapparat. Weitere aufgefundene Beigaben waren ein Bronzering, Bronzedrahtfragmente und 13 Perlen.
Die Reiterscheibe wird im Württembergischen Landesmuseum im Alten Schloss in Stuttgart ausgestellt.

## Beschreibung
Die Reiterscheibe von Pliezhausen hat einen Durchmesser von etwa 69 mm und besteht aus dünnem Goldblech. Das Motiv wurde über ein Model in das Blech gepresst, außen weist die Scheibe einen umlaufenden Perlrand auf.
Im oberen Abschnitt der Scheibe sind zwei sich mit aufgerissenen Mäulern anspringende vierfüßige Tiere dargestellt. Beide Tiere sind stark stilisiert, nach ihrer ausgeprägten Halsmähne werden sie als Löwen interpretiert.
Darunter ist ein nach rechts reitender Krieger dargestellt, der in seiner linken Hand eine Lanze führt. Der langhaarige Reiter ist mit einem Kaftan bekleidet und hält in seiner Rechten einen kleinen Rundschild. Hinter dem Reiter ist, ebenfalls auf dem Rücken des Pferdes, eine kleine menschliche Figur abgebildet, die ebenfalls mit ihrer linken Hand den Speer des Reiters führt und in der rechten Hand einen kleinen Rundschild trägt; die Figur wird als Sieghelfer gedeutet. Das Pferd ist gezäumt und geschirrt. Vor und unter dem Pferd wird ein strauchelnder Krieger gerade von diesem überrannt. Der unterlegene Krieger greift mit seiner rechten Hand in die Zügel des Pferdes und stößt mit seiner Linken seine Spatha (Schwert) in die Brust des Tieres. Bemerkenswert ist die Verknotung des Kriegers mit den Vorderextremitäten des Pferdes.
Genauere Untersuchungen im Römisch-Germanischen Zentralmuseum in Mainz ergaben, dass die Scheibe ursprünglich einen größeren Durchmesser hatte, da eine ehedem vorhandene, umlaufende Riefe teilweise beschnitten wurde, um die Scheibe auf der Trägerplatte der Scheibenfibel montieren zu können. Vergleichsfunde legen nahe, dass die Scheibe ursprünglich auf einem Riemenverteiler (Phalerae) einer repräsentativen Schirrung für ein Reitpferd montiert war und erst in Zweitverwendung zur Schauseite einer Schmuckfibel umgearbeitet wurde.

## Vergleichbare Bildmotive

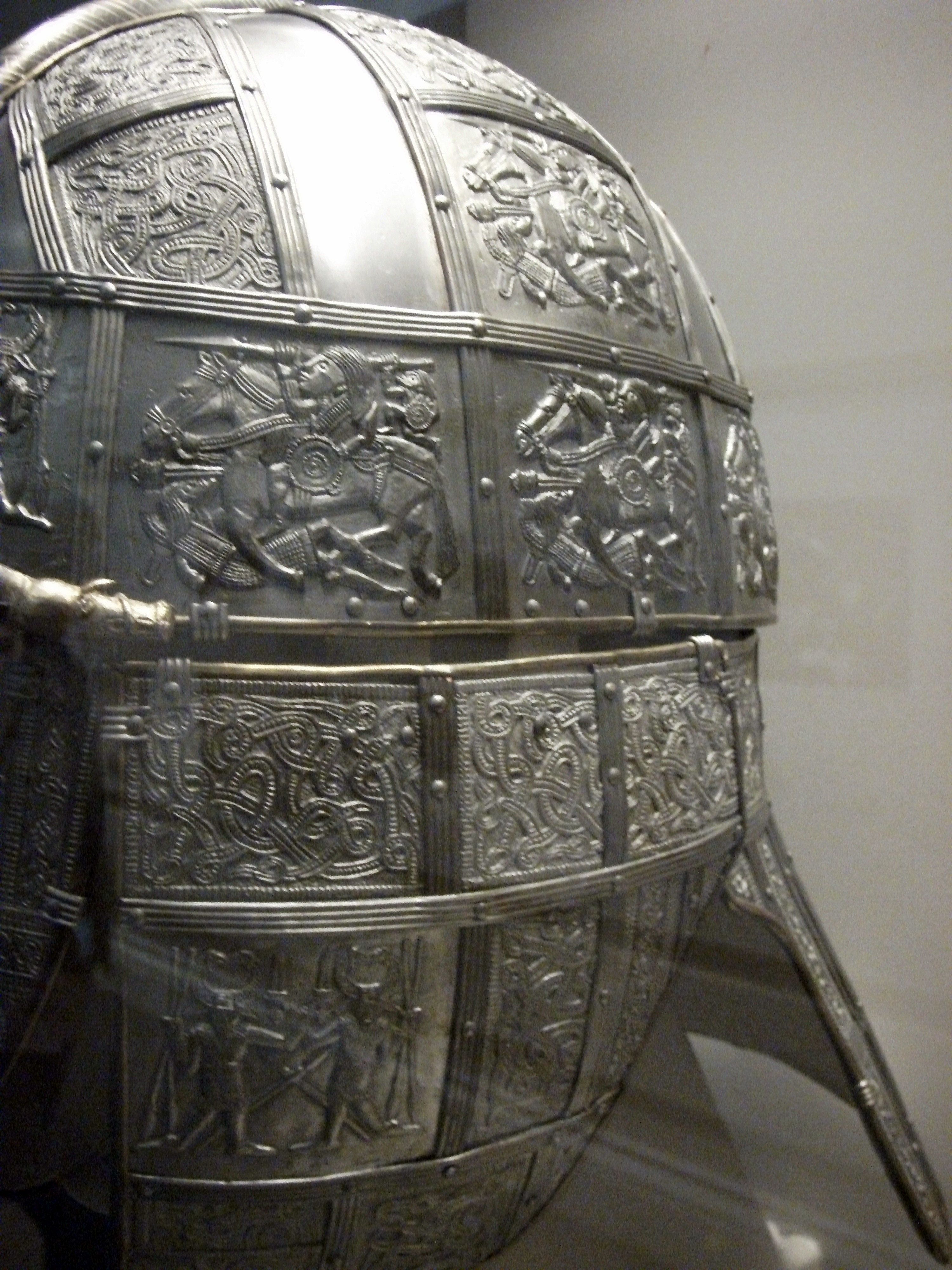
Identisches Motiv auf der Rekonstruktion des Helmes von Sutton Hoo im British Museum

Zu dem Bildmotiv der Reiterscheibe von Pliezhausen sind mehrere Vergleichsfunde aus dem frühen Mittelalters überliefert, wie aus den reichen Schiffsgräbern von Sutton Hoo in England sowie Vendel und Valsgärde in Schweden. Die Scheibe aus Sutton Hoo stimmt mit Ausnahme der spiegelbildlichen Anordnung am genauesten mit der Pliezhausener Scheibe überein. Sie ist eine der wenigen naturalistischen und figürlichen Darstellungen, die aus dem frühen Mittelalter überliefert sind und liefert wertvolle Hinweise zur mythischen und religiösen Vorstellungswelt der heidnischen Alamannen am Übergang zum Christentum.